# Freden i Prag (1635)
 Ikke at forveksle med Freden i Prag 1866
Pragfreden (Pražský mír, tysk: Prager Frieden), underskrevet den 30. maj 1635, sluttede Sachsens deltagelse i Trediveårskrigen. Andre tyske fyrster sluttede sig efterfølgende til traktaten, og selvom Trediveårskrigen fortsatte, er det generelt enighed om, at Prag afsluttede den som en religionskrig inden for Det Hellige Romerske Rige. Nogle forskere betragter blot traktaten  som et skridt hen imod betingelserne i 1648 Westfalske Fred, mens andre anerkender den som en vigtig traktat i sig selv, der markerede grænserne mellem to historiske epoker. Europæiske historikere er generelt mere opmærksomme på freden i Prag end deres ikke-europæiske kolleger, som er mere fokuserede på Westfalen.

## Baggrund
Trediveårskrigen begyndte i 1618, da Frederik 5. af Pfalz, den protestantiske hersker i Kurpfalz, accepterede kronen af Bøhmen. Mange tyskere forblev neutrale og betragtede det som en arvestrid. Med støtte fra bayersk undertrykte Kejser Ferdinand 2. hurtigt den Bøhmiske Revolte. Tropper under Maximilian 1. af Bayern invaderede Pfalz i 1622 og sendte Frederick i eksil. Men at fratage en arveprins sine lande ændrede både krigens karakter og omfang.
Christian 4. af Danmark invaderede Nordtyskland til støtte for sine protestanter, indtil han blev besejret og blev ved Freden i Lübeck tvunget til at trække sig i 1629. Succesen fik Ferdinand til at vedtage restitutionsediktet, hvilket krævede, at enhver ejendom, der blev overført siden 1552, blev restaureret til sin oprindelige ejer, hvilket i næsten alle tilfælde var den katolske kirke. Ved effektivt at ophæve 1555 Den augsburgske religionsfred, tvang ediktet moderate protestanter som John Georg af Sachsen og George Vilhelm af Brandenburg i opposition.
I 1630 invaderede Gustav 2. Adolf af Sverige Pommern med penge fra Frankrig (efter Bärwalde-traktaten) og støtte fra Sachsen og Brandenburg-Preussen. Efter hans død ved Slaget ved Lützen (1632) dannede Sverige Heilbronn Forbundet. Ligaen er sammensat af mindre protestantiske stater og finansieret af Frankrig og vandt en række sejre, indtil det blev besejret ved Nördlingen i 1634.
Det genetablerede en militær balance og fremhævede forskelle mellem Heilbronn-medlemmerne. Sverige søgte at bevare sit greb om den lukrative baltiske handel og at bevare sin  erhvervelse af Svensk Pommern. For at styrke sine grænser i Rheinland og Nederlandene støttede Frankrig de hollandske og svenske konkurrenter i Østersøen og Maximilian fra Bayern, en leder af den anti-svenske  Katolske Liga. De tyske allierede ønskede at genoprette den territoriale position i 1618, hvilket indebar at vende franske og svenske gevinster.
Efter 1632 accepterede Ferdinand, at katolicismen ikke kunne genindføres med magt og indledte diskussioner om ændring af restitutionsediktet i februar 1633, atten måneder før Nördlingen. Henrettelsen af den kejserlige kommandant Albrecht von Wallenstein  i februar 1634 fjernede en stor hindring, da han var blevet for uafhængig. Med de lutherske stater Danmark-Norge og Hesse-Darmstadt som mæglere, blev de to parter enige om et foreløbigt udkast i november 1634, kendt som Pirnaer Noteln. Selvom det var gennem mange rettelser og revisioner, var det grundlaget for aftalen fra 1635.

## Vilkår
Traktaten blev indgået  i maj 1635, og var en bilateral aftale mellem Ferdinand og Johan George, og andre stater der senere sluttede sig  til. Forhandlingerne tog otte dage og blev afholdt i Prag Slot, stedet for Defenestrationen i Prag, som havde indledt krigen i 1618.  Dens vilkår omfattede følgende:
- Ediktet om restitution blev reelt ophævet, og datoen for tilbagelevering af ejendomme blev fastsat til den 12. november 1627. Men under Reservatum ecclesiasticum, blev protestantiske administratorer af formelt katolske fyrstbispedømmer og Rigsklostre  udelukket fra  Rigsdagen.
- De områder som havde været protestantiske eller katolske den 12. november 1627 skulle beholde deres trosretning
- Formelle alliancer mellem stater i imperiet eller med magt udefra blev forbudt, hvilket førte til opløsning af de katolske og Heilbronn-ligaerne.
- I princippet blev de forskellige staters hære forenet i Det Hellige Romerske Riges hær, men det viste sig næsten umuligt at håndhæve;
- Bayern overtog Pfalz status som kurfyrstendømme
- Sachsen erhvervede Lausitz fra Böhmen
- En generel amnesti blev givet til dem, der havde kæmpet mod kejserlige tropper, bortset fra efterkommere af den tidligere "vinterkonge" Frederik 5. af Pfalz (1596-1632).[12]

### Kejserlig restaurering og territoriale ændringer
Nogle af de stater, der senere tiltrådte Pragfreden, fik mindre indrømmelser: Brandenburg-Preussen blev bekræftet som indehaver af Bagpommern, tidligere en besiddelse af den sidste  Hertug Bogislaw 14.
I 1623 besatte Sachsen det bøhmiske kroneland i Nedre og Øvre Lausitz til gengæld for dets støtte under Bøhmiske Revolte. Under Traditionsrezess annekset fra 1636 afstod Ferdinand begge territorier for evigt, plus byerne Jüterbog, Dahme og Burg Querfurt. Johan George modtog også Ærkebispedømmet i Magdeburg og Halberstadt, efter at have indvilliget i ikke at sekularisere områderne; disse blev overført til Brandenburg-Preussen i 1648.
Mens Ferdinand fortsatte modreformationen i sine egne lande, er der generelt enighed om, at freden i Prag afsluttede den som en intern religiøs konflikt og genetablerede princippet om cuius regio, eius religio' '. Ved at give afkald på deres ret til at skabe alliancer og overdrage kontrollen over de væbnede styrker, anerkendte de kejserlige godser til gengæld kejserens overhøjhed.